# 黑氏高亮腹蛛
黑氏高亮腹蛛（学名：Hypsosinga heri）为园蛛科亮腹蛛属的动物。分布于欧洲、北非、巴勒斯坦、土耳其以及中国大陆的内蒙古等地，多见于潮湿地带以及水域边缘、沼泽地、空旷的草地、芦苇间、灌木丛中。该物种的模式产地在欧洲。